# Congoa katangae
Congoa katangae är en insektsart som beskrevs av Bolívar, I. 1911. Congoa katangae ingår i släktet Congoa och familjen gräshoppor. Inga underarter finns listade i Catalogue of Life.